# 巴達維亞革命

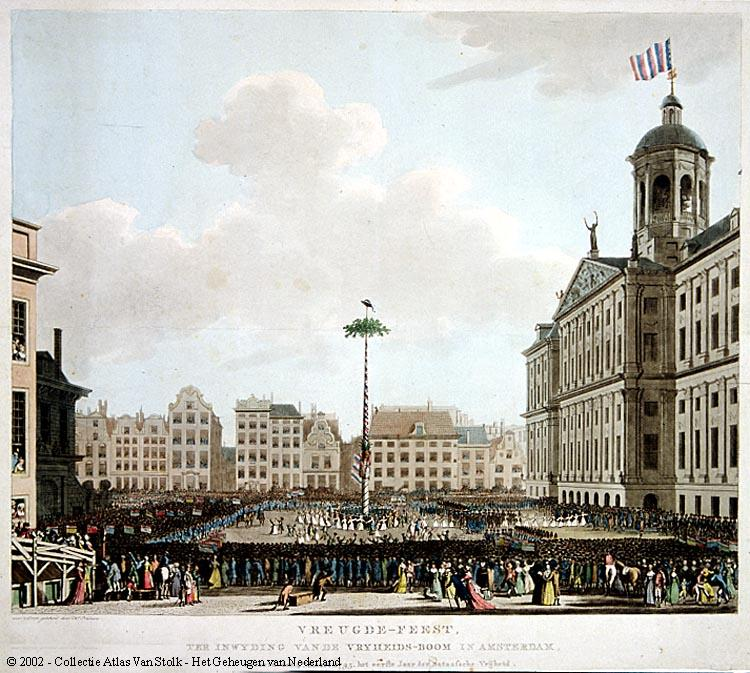
Liberty tree erected in Dam Square, 1795; by H. Numan

巴達維亞革命是指1795年1月18日在阿姆斯特丹爆發革命，隨後成立新的巴達維亞共和國革命委員會。當天統治荷蘭共和國的荷蘭省督威廉五世逃離該國。在巴達維亞革命爆發後，阿姆斯特丹宣布成為巴達維亞共和國的首個城市。

## 延伸閱讀
- Palmer, R.R. "Much in Little: The Dutch Revolution of 1795," Journal of Modern History (1954) 26#1 pp. 15-35 in JSTOR （页面存档备份，存于）
- . Bijdragen en mededeelingen van het Historisch Genootschap. Deel 12. Martinus Nijhoff: 32–93.   [30 April 2013]. （原始内容存档于2019-05-24） （荷兰语）.